# Masakazu Kondō (Bildhauer)
Masakazu Kondō (jap. 近藤 正和, Kondō Masakazu; * 13. Februar 1980 in Osaka) ist ein japanischer Bildhauer, Objektkünstler und Grafiker. Besondere Aufmerksamkeit erregten seine überwiegend mit Kugelschreiber in fotorealistischer Technik angefertigten Zeichnungen. Seit 2014 lebt und arbeitet er in Osaka.

## Leben
- 1999–2001: Studium Informationdesign an der Hochschule für Kunst und Design Kyōto, Japan
- 2001: Erster Aufenthalt in Deutschland, Bremen
- 2002–2003: Tätigkeit als Graphikdesigner in Osaka, Japan
- 2005: Studium an der Kunstakademie Münster, seit 2006 bei Katharina Fritsch
- 2009: Ernennung zum Meisterschüler von Prof. Katharina Fritsch
- 2010: Hochschulwechsel an die Kunstakademie Düsseldorf mit Prof. Katharina Fritsch
- 2012: Akademiebrief, Diplom

## Gruppenausstellungen
- 2008 Märkisches Stipendium für Bildende Kunst (Zeichnung), Städtische Galerie Iserlohn
- 2009 Förderpreisausstellung der Freunde der Kunstakademie 2009, Städtische Ausstellungshalle für zeitgenössische Kunst, Münster
- 2. Skulpturensalon in Bürgerhaus Kinderhaus, Münster